# امرغان سفلی
امرغان سفلی، روستایی در دهستان کنویست بخش مرکزی شهرستان مشهد استان خراسان رضوی ایران است.

## جمعیت
بر پایه سرشماری عمومی نفوس و مسکن در سال ۱۳۹۰ جمعیت این روستا ۱٬۶۲۴ نفر (در ۴۵۴ خانوار) بوده است.